# Федеріко Санчес
Федеріко Санчес (ісп. Federico Sánchez; 4 грудня 1970 — 25 серпня 2014) — колишній іспанський тенісист.
Найвищу одиночну позицію світового рейтингу — 138 місце досяг 1 серпня 1994, парну — 405 місце — 21 червня 1993 року.

## Титули на челленджерах

### Одиночний розряд: (1)
| Ранг | Рік  | Турнір          | Покриття | Суперник       | Рахунок  |
| ---- | ---- | --------------- | -------- | -------------- | -------- |
| 1.   | 1992 | Пескара, Італія | Ґрунт    | Массімо Сієрро | 6–2, 7–5 |